# Record em Notícias
Record em Notícias foi um telejornal veiculado na RecordTV durante 23 anos, de 1973 a 1996, sempre ao meio-dia,  popularmente conhecido como Jornal da Tosse devido à idade avançada de seus participantes.

## Antecedentes
Em 1973, a Record passava por problemas financeiros; e Paulo Machado de Carvalho Filho não estava conseguindo lidar com a situação. Hélio Ansaldo, ficou 29 meses sem receber, além de outros que também não recebiam salário. Paulinho chamou Hélio e lhe disse: 
"Hélio, eu não tenho como pagar teus atrasados. Então vamos fazer assim… Você pega o horário que quiser, faz o que quiser, vende e vai se pagando" disse Paulo Machado de Carvalho Filho
Hélio, então, resolveu fazer um telejornal na hora do almoço. Porém, apenas 3 câmeras de TV eram utilizadas; além disso uma delas estava sempre dando defeito. Microfones com fio tinham apenas 3 que funcionavam e não tinha microfones sem fio. E como os microfones não tinha uma captação direcionada e sim uma captação aberta e os participantes eram idosos acima de 70 anos e rotineiramente estavam resfriados e tossiam fora do ar, mas o microfone captava os participantes do programa, espirrando e tossindo.

## História
Apresentado por Hélio Ansaldo, o telejornal tinha o formato de um programa noticioso mesclado a debates e trocas de ideias entre os participantes, sempre com uma hora de duração.
O âncora Hélio Ansaldo apresentava as principais notícias do dia, detalhadas pelo locutor José Luis Menegatti e pedia a palavra aos demais comentaristas. Quase não havia imagens ou reportagens. César Filho chegou a aparecer em alguns programas, também como locutor.
Popularmente, o telejornal era conhecido como Jornal da Tosse, por um dos comentaristas Aurélio Campos tossir com frequência e pela idade avançada dos mesmos. 
Muitos criticavam o telejornal por ele apresentar um possível tom conservador e reacionário. Também atacavam o fato de seus integrantes usarem o programa como trampolim para ingressarem na política.  Os apresentadores Hélio Ansaldo e Murilo Antunes Alves foram eleitos deputado estadual e vereador, respectivamente, e seus comentaristas Arnaldo Faria de Sá e João Mellão Neto ingressaram na Câmara dos Deputados por meio de expressivas votações. O telejornal também contou com a participação do jornalista Maurício Loureiro Gama entre 1979 a 1985.
Com a venda da RecordTV para a Igreja Universal do Reino de Deus, Hélio Ansaldo saiu da emissora e poucos anos depois foi apresentador de um programa na Rede Vida. Hélio Ansaldo encerrou a sua carreira apresentando o Telejornal Opinião na extinta TV Mar, afiliada da Rede Manchete em Santos.Tal telejornal era apresentado nos mesmos moldes do Record em Notícias, tendo Hélio Ansaldo como âncora, Douglas Gonçalves como noticiarista e sempre tendo um convidado para debater as notícias da Baixada Santista.
A partir da saída de Hélio Ansaldo, no primeiro semestre de 1990, o jornal foi apresentado por Murilo Antunes Alves até sair do ar em 4 de outubro de 1996.

## Controvérsias
Durante as Eleições estaduais em São Paulo em 1994, o telejornal Record em Noticias foi tirado do ar por dois dias e ainda teve que conceder direito de resposta ao então candidato ao governo de São Paulo, José Dirceu; segundo o juiz Celso José Pimentel, do TRE, o pastor Ronaldo Didini e o deputado Edson Ferrarini (PL-SP) cometeram, "em tese", crime de calúnia contra o candidato petista no programa do dia 4 de agosto.

## Vinheta de abertura
A abertura original do jornal mostrava conceitos avançados para a época, como escadas e esteiras rolantes, provavelmente de edificações notórias de aeroportos ou edifícios nos EUA ou Europa (a esteira rolante, por exemplo, era do aeroporto internacional Charles de Gaulle, em Paris, França). Ainda na abertura, algumas cenas mostravam operadores de sistemas em mesas sinópticas de centros nervosos de indústrias e/ou estações de gerenciamento de energia ou fábricas. Também mostrava centros de computação eletrônica, onde se aplicava o antigo conceito de "processamento de dados". Era possível ver os operadores carregando unidades de fita magnética EBCDIC de 2 ou 4 polegadas (tipicamente vistos em filmes de ficção científica dos anos de 1960 a 1970) e aplicando a função ERASE, que apagava a fita por completo. O mais interessante, para os aficcionados em computação, era ver, nos anos de 1970, os operadores carregando as unidades "Disk-Pack", com os discos removíveis de 5 ou 11 pratos que tinham a impressionante capacidade de 20, 40 e até 80 Megabytes. A unidade em si tinha a aparência de uma máquina de lavar roupas, onde no eixo principal era acondicionado o conjunto de discos magnéticos, presos por um eixo oco que permitia sua inserção na unidade. A camada de gravação era praticamente idêntica ao material magnético das fitas K-7 de áudio. Quando fora da unidade, o eixo de discos era acondicionado em uma cuba de acrílico ou lucite, que o protegia de pó e intempéries. Este "envelope" plástico e o procedimento de carregamento da unidade "Disk-Pack" apareciam na abertura do jornal. Esta apresentação ficou até o ano de 1987, quando então foi substituída por cenas do dia-a-dia dos anos de 1980, mas mantendo a mesma música.